# Тирадентес (стадион)
Тирадентес (порт.-браз. Tiradentes), также называемый Ватерлоо (порт.-браз. Waterloo) — бывший футбольный стадион в Бразилии, располагающийся в городе Порту-Алегри, штат Риу-Гранди-ду-Сул.

## История
Клуб «Реннер» был основан в 1931 году. Первые матчи он проводил на поле, располагавшемся в районе Сан-Жозе на улице Фредерико Менца. В 1934 году владелец команды  Антониу Жакоб Реннер присутствовал на одной из игр. Ему не понравилось, в каких условиях проходила встреча, особенно он был недоволен положением болельщиков клуба на трибунах. После этого Антониу Жакоб принял решение пожертвовать принадлежащий ему участок земли, находящийся на пересечении улиц Авенида Серториу и Авенида Эдуарду в районе Навегантис. В том же году начались работы по постройке арены. Закончить строительство планировалось в 1935 году, который являлся годом столетнего юбилея с начала революции Фарропилья. По этим же планам открытие стадиона должно было состояться 15 ноября, в день национального праздника провозглашения Бразильской республики. 
15 ноября 1935 года, как и было запланировано, стадион Тирадентес был открыт. В этот день клуб «Реннер» сыграл матч с командой «Такуаренсе» и победил со счётом 5:4. Вместимость нового стадиона составила 10 тысяч человек. Вскоре стадион получил от журналистов неофициальное прозвище — Ватерлоо, в честь битвы времён Наполеоновских войн, как омаж «Реннеру», который на своём поле часто обыгрывал более сильные и статусные команды из Порту-Алегри. В 1950-х годах «Реннер» начал задумываться о постройке нового стадиона. 23 июля 1957 года президент Мариу Азеведу и Председатель правления клуба Антониу Макки встретились с префектом города Леонелем Бризолой и советником муниципалитета Порту-Алегри Дилво Араужу, обсуждая идею строительства новой арены. После совещания началась предварительные работы по подбору места для строительства стадиона, среди которых лидировал остров Илья-ду-Паван. Однако этим планам не суждено было сбыться из-за закрытия «Реннера» уже в 1959 году. В середине 1960-х годов стадион был снесён. Сейчас на месте стадиона Тирадентес располагается жилой комплекс.